# Lord Byron to Doctor Polidori

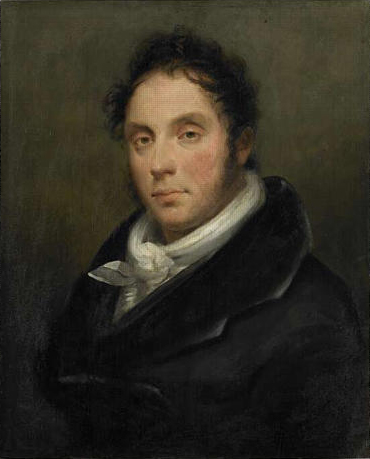
George Gordon Byron

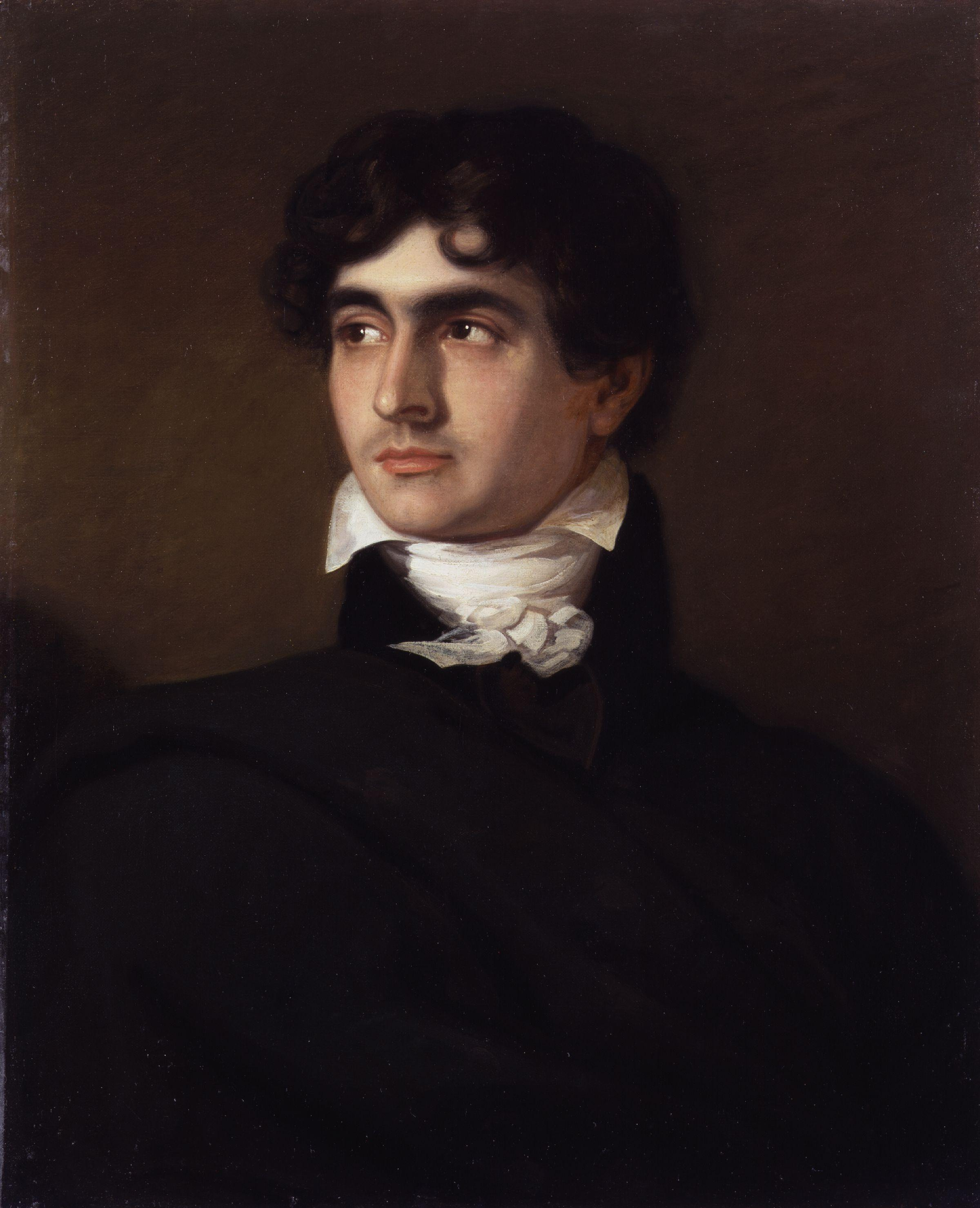
John William Polidori

Lord Byron to Doctor Polidori – wiersz amerykańskiego poety Edgara Lee Mastersa, opublikowany w tomie Starver Rock, wydanym w 1920. Pod względem gatunkowym utwór jest monologiem dramatycznym. Stanowi imaginacyjną wypowiedź romantycznego angielskiego poety George’a Gordona Byrona do jego znajomego lekarza Johna Williama Polidoriego, znanego szerzej nie z powodu jego praktyki medycznej, ale z napisania noweli Wampir. Został ukształtowany na wzór podobnych monologów Roberta Browninga. Jest napisany wierszem białym (blank verse), czyli nierymowanym pięciostopowym jambem, innymi słowy sylabotonicznym dziesięciozgłoskowcem, w którym akcenty padają na parzyste sylaby wersu.

No more of searching, Doctor — let it go.
It can’t be lost. I have a memory
I put it in a drawer, or again
I seem to see me tuck it in a pocket
Of some portmanteau. If you find the letter
Deliver it to Moore. But if it’s lost,
The story is not lost. I tell you this
To save the story from my side. Attend!
It was this way:
Allegra had become
A child requiring care, and nutritive
Instruction in religion, morals, well,
They call me blasphemer and sensualist,
But read my poems. Christianity
Was never of rejected things with me.
The Decalogue is good enough, I think.
And Shelley’s theories, atheist speculations
I never shared — nor social dreams.